# Europol
Europol oder Europäisches Polizeiamt ist eine Polizeibehörde der Europäischen Union mit Sitz im niederländischen Den Haag. Sie soll die Arbeit der nationalen Polizeibehörden Europas im Bereich der grenzüberschreitenden organisierten Kriminalität (OK) koordinieren und den Informationsaustausch zwischen den nationalen Polizeibehörden fördern. Der Grundgedanke von Europol ist die Zusammenführung von bi- und multilateralen Übereinkommen wie TREVI (französisch Terrorisme, Radicalisme, Extremisme et Violence Internationale), Schengener Abkommen und der European Drug Unit (EDU). Arbeitsbereiche sind unter anderem die Terrorismusbekämpfung, die Bekämpfung und Prävention des illegalen Waffenhandels, des Drogenhandels, der Kinderpornografie und der Geldwäsche. Direktorin von Europol ist seit Mai 2018 die Belgierin Catherine De Bolle.
Seit 1. Januar 2010 ist Europol eine Agentur der Europäischen Union, wie CEPOL und Eurojust. Die offiziellen Arbeitssprachen der Europol sind die Amtssprachen der Europäischen Union. Die Anbindung an die nationalen Strafverfolgungsbehörden erfolgt durch Verbindungsbeamte (sog. „ELOS“ – Europol-Liaison Officers). Über diese Verbindungsbeamten wird Dienst- und Rechtsaufsicht durch die jeweiligen Justiz- und Innenminister der Mitgliedstaaten der Europäischen Union ausgeübt.
Die Zweigstellen von Europol finden sich mittlerweile in jedem EU-Mitgliedstaat, gegenwärtig sind die Nationalen Stellen Europols für die Bundesrepublik Deutschland und Österreich beim jeweiligen Bundeskriminalamt eingerichtet. Neben einigen Ausnahmen kann Europol grundsätzlich dann ermitteln, wenn Verbrechen in mindestens zwei EU-Mitgliedstaaten verübt wurden und zum Zuständigkeitskatalog der EU gehören.

## Organisation

Die Europäische Union

### Organisationsstruktur und Leitung
Die Leitung von Europol hat einen Direktor (eng. Director) (siehe Organe). Diesem Direktor sind direkt stellvertretende Direktoren (eng. Deputy Directors) zugeordnet, die die verschiedenen, funktional gegliederten Departments leiten. Die stellvertretenden Direktoren werden gemäß Artikel 38 des Beschlusses des Rates zur Errichtung des Europäischen Polizeiamts vom Rat mit qualifizierter Mehrheit aus einer vom Verwaltungsrat vorgelegten Liste mit mindestens drei Bewerbern ernannt.
Die Abteilungen in den Departments werden von Assistant Directors geleitet.
- Europol – Director Catherine De Bolle
  - Governance Department – Deputy Director Jürgen Ebner[5]
    - G1 = Cabinet
      - Corporate Communications (Öffentlichkeitsarbeit)

    - G2 = Corporate Services
      - Strategy and External Affairs (Strategie und externe Angelegenheiten)

    - G5 = Security

  - Capabilities Department – Deputy Director Luis de Eusebio Ramos
    - C1 = ICT
      - ICT Engineering (Informations und Kommunikationstechnologie – Technik)
      - ICT Operations (Informations und Kommunikationstechnologie – Operationen)

  - Operations Department – Deputy Director Jean-Phillippe Lecouffe
    - O1 = Info Hub
      - Operational Centre (Operatives Zentrum)

    - O2 = SOC
      - Organised Crime (Organisiertes Verbrechen)
      - Economic Crime (Wirtschaftskriminalität)

    - O3 = Europäisches Zentrum zur Bekämpfung der Cyberkriminalität
      - Operations and Fusion (Operation und Daten-Fusion)
      - Strategy, Research & Development (Strategie, Forschung und Entwicklung)

    - O4 = Counter Terrorism
      - Counter Terrorism (Terrorismusabwehr)
      - Financial Intelligence (Finanzermittlungen)

#### Direktoren
- Jürgen Storbeck (1999–2004)
- Max-Peter Ratzel (2004–2008)
- Rob Wainwright (2009–2018)
- Catherine De Bolle (seit 2018)

#### Mitarbeiterzahlen
| Mitarbeiter          | 2001 | 2002 | 2003 | 2004 | 2005 | 2006 | 2007 | 2008 | 2009 | 2010 | 2011 | 2012 | 2013 | 2014 | 2015 | 2016 | 2017 | 2018 | 2019 | 2020 | 2021 | 2022 | 2023 |
| -------------------- | ---- | ---- | ---- | ---- | ---- | ---- | ---- | ---- | ---- | ---- | ---- | ---- | ---- | ---- | ---- | ---- | ---- | ---- | ---- | ---- | ---- | ---- | ---- |
| Verbindungsoffiziere | 73   | 66   | 64   | 82   | 93   | 103  | 114  | 124  | 121  | 129  | 155  | 144  | 157  | 185  | 205  | 201  | 220  | 243  | 262  | 252  | 264  | 285  | 295  |
| Gesamt               | 323  | 386  | 426  | 493  | 536  | 566  | 592  | 605  | 662  | 698  | 777  | 802  | 858  | 912  | 940  | 1065 | 1203 | 1294 | 1299 | 1323 | 1432 | 1594 | 1701 |

### Ziele
Die Ziele von Europol sind in Artikel 3 des Europol-Beschlusses festgelegt. Sie bestehen im Wesentlichen darin, „die Leistungsfähigkeit der zuständigen Behörden der Mitgliedstaaten und ihre Zusammenarbeit zu verbessern im Hinblick auf die Verhütung und die Bekämpfung des Terrorismus, des illegalen Drogenhandels und sonstiger schwerwiegender Formen der internationalen Kriminalität“.
Die daraus resultierenden Aufgaben und Zuständigkeiten sind in den Artikeln 4 und 5 zusammengefasst:
- Informationen und Erkenntnisse sammeln, speichern, verarbeiten, analysieren und austauschen
- Unterrichtung der zuständigen Behörden der Mitgliedstaaten über die sie betreffenden Informationen und die in Erfahrung gebrachten Zusammenhänge von Straftaten
- Unterstützung der Ermittlungen in den Mitgliedstaaten insbesondere durch die Übermittlung aller sachdienlichen Informationen an die nationalen Stellen
- Erstellung von Analysen und Lageberichten
- Unterhaltung der nötigen Informationsinfrastruktur
- Fortbildung und Forschung in den Bereichen Prävention, kriminaltechnische und kriminalwissenschaftliche Methoden

und Analysen sowie Ermittlungsmethoden.
Seit 2002 ist Europol befugt, sich an gemeinsamen Ermittlungsgruppen der Mitgliedstaaten zu beteiligen, und kann einzelne Mitgliedstaaten auffordern, Ermittlungen aufzunehmen.

### Finanzierung
Europol wird durch die Mitgliedstaaten finanziert, der Beitrag wird anhand des Bruttosozialproduktes ermittelt. 2001 betrug das Budget 35,4 Mio. Euro, im Jahr 2003 belief es sich auf 58,8 Millionen Euro, 2008 auf 66,61 Millionen Euro. Für das Jahr 2018 wurden 122 Millionen Euro veranschlagt.
|                       | 2000 | 2001 | 2002 | 2003 | 2004 | 2005 | 2006 | 2007 | 2008 | 2009 | 2010 | 2011 | 2012 | 2013 | 2014 | 2015 | 2016 | 2017 | 2018 |
| --------------------- | ---- | ---- | ---- | ---- | ---- | ---- | ---- | ---- | ---- | ---- | ---- | ---- | ---- | ---- | ---- | ---- | ---- | ---- | ---- |
| Budget (in Mio. Euro) | 28   | 37   | 53   | 58   | 59   | 63   | 64   | 68   | 65   | 68   | 80   | 85   | 84   | 83   | 84   | 94   | 102  | 119  | 122  |

### Organe
Der Verwaltungsrat besteht aus je einem Vertreter pro Mitgliedstaat und einem Vertreter der Kommission, wobei jedes Mitglied eine Stimme hat. Er tritt mindestens zweimal jährlich zusammen, die Vorsitzregelung orientiert sich an der Ratspräsidentschaft. Beschlüsse bedürfen in der Regel der Zwei-Drittel-Mehrheit. Der Verwaltungsrat entscheidet über die Strategie von Europol sowie sein jährliches Arbeitsprogramm, überwacht die Amtsführung des Direktors und erlässt den Haushaltsplan.
Die Leitung des Polizeiamtes selbst obliegt dem Direktor, der gesetzlicher Vertreter von Europol ist. Er wird vom Rat der Europäischen Union mit qualifizierter Mehrheit aufgrund eines Dreiervorschlags des Verwaltungsrates ernannt. Sein Aufgabenbereich umfasst die Erfüllung der Europol übertragenen Aufgaben, die laufende Verwaltung, die Personalverwaltung und zugewiesene Aufgaben. Die Finanzgebarung wird vom Europäischen Rechnungshof geprüft.
Die einzelnen Mitgliedstaaten benennen nach Artikel 8 des Europol-Beschlusses jeweils eine nationale Stelle, über die der Kontakt zur Europol verläuft. Sie ist eine Einrichtung des jeweiligen Mitgliedstaates und kein Organ von Europol. Die nationalen Stellen entsenden jeweils Verbindungsbeamte zu Europol, die in Den Haag die Interessen des Mitgliedstaates vertreten. Im Jahre 2008 arbeiteten rund 622 Menschen für Europol. Davon waren 124 Verbindungsbeamte. Die Verbindungsbeamten bestehen nicht nur aus den jeweiligen Mitgliedstaaten der Europäischen Union. Australien, Kanada, Kolumbien, Island, Norwegen, Russland, Schweiz, die Vereinigten Staaten und die internationale Polizeibehörde Interpol entsenden zusätzlich zu den einzelnen Mitgliedstaaten einen oder mehrere Verbindungsbeamte.

### IT-Infrastruktur
Zur Lösung der gestellten Aufgabe wurde Europol im Artikel 11 der des begründenden Ratsbeschlusses die Einrichtung einer Datenbank für die Fälle im Zuständigkeitsbereich aufgetragen. Diese Datenbank wurde unter dem Namen Europol Information System (EIS) eingerichtet. Anfänglich erfolgte der Zugang zu EIS über das Information Exchange System (InfoEx), welches Mitte 2009 durch die Secure Information Exchange Network Application (SIENA) abgelöst wurde. Aus den Daten in EIS können fallbezogene oder strategische Analysis Work Files erstellt werden, in denen die Rohdaten miteinander in Beziehung gesetzt werden. Zugang zu der Infrastruktur haben relevante Polizeibehörden der Mitgliedsstaaten sowie dritte Parteien, ggf. über einen Kontakt bei Europol.
In einem Bericht des Europarats vom Januar 2015 werden das Secure Information Exchange Network Application, (SIENA), das Europol Information System (EIS), das Europol Analysis System (EAS) und die Europol Platform for Experts (EPE) als „Kernapplikationen“ Europols bezeichnet.:36

## Ergebnisse
Die Ergebnisse eines Nachrichtendienstes oder einer Polizeiorganisation sind Berichte, Warnungen, Analysen über verschiedene Aufgabengebiete wie Spionageabwehr, Terrorismus, Menschenhandel. Auch Europol verteilt regelmäßig Berichte und Analysen.
European Terrorism Situation & Trend Report (TE-SAT)
Bekämpfung von Terrorismus ist eine der höchsten Prioritäten von Europol. Der Bericht TE-SAT wird jährlich veröffentlicht. Er enthält Daten über terroristische Aktivitäten in der Europäischen Union sowie Analysen für Polizeikräfte der Länder. Die Analysen befassen sich mit den verschiedenen terroristischen Gruppierungen, beispielsweise Separatisten oder religiös motivierte Gruppen, Altersstrukturen der Täter oder Anzahl der Festnahmen usw.
Serious and Organised Crime Threat Assessment OCTA/SOCTA
OCTA/SOCTA befasst sich hauptsächlich mit der organisierten Kriminalität und der schweren Kriminalität. Die Zielgruppe sind die Führungsebenen der nationalen Polizeikräfte sowie Politiker, die mit der Planung und Zielsetzung befasst sind. Die wichtigsten Bereiche befassen sich mit Drogenkriminalität, Fälschungen, Verbrechen gegen Personen, organisierte Eigentumsdelikte, Wirtschaftskriminalität, Cybercrime, Umweltvergehen und Waffenschmuggel.
Trendberichte (OCSCAN)
OCSCAN sind zeitnahe Berichte über verbrecherische Praktiken, die in der näheren Vergangenheit auffällig häufig vorkamen.

## Arbeitsweise
Der Kern von Europol waren von Anfang an und sind bis in die Gegenwart spezialisierte Datenbanken zu Aktivitätsfeldern. Gründungsdirektor Jürgen Storbeck baute die ersten Analysis Work Files auf, inzwischen werden diese Sammlungen als Focal Points bezeichnet. Die erste AWF entstand 1994 zum Thema grenzüberschreitende Rockerkriminalität. Anhand der so genannten Operation Monitor entwickelte Europol die IT-Anwendungen einschließlich Fragestellungen um Datensicherheit und Datenschutz. Jedes Projekt enthält allgemeine Lageberichte, Bedrohungsanalysen und Risikoanalysen. Die Mitgliedstaaten erhalten durch die Analysen Ermittlungsansätze.
Ein Beispiel kann die Reise einer Person sein, die in einer kriminellen Vereinigung für Waffen zuständig ist. Daraus kann sich der Verdacht ergeben, dass im Zielland ein Waffendepot unterhalten wird.
Der Kern jedes Projektes ist es, verschiedene mit einer Gruppierung verbundene Kriminalitätsfelder zusammenzuführen. Wichtig ist in diesem Zusammenhang fast immer Geldwäsche, weshalb Europol in besonderem Maß Finanzermittler beschäftigt.
Ein AWF oder Focal Point kann nur für drei Jahre betrieben werden und wird anschließend aus Datenschutzgründen gelöscht.

## Geschichte

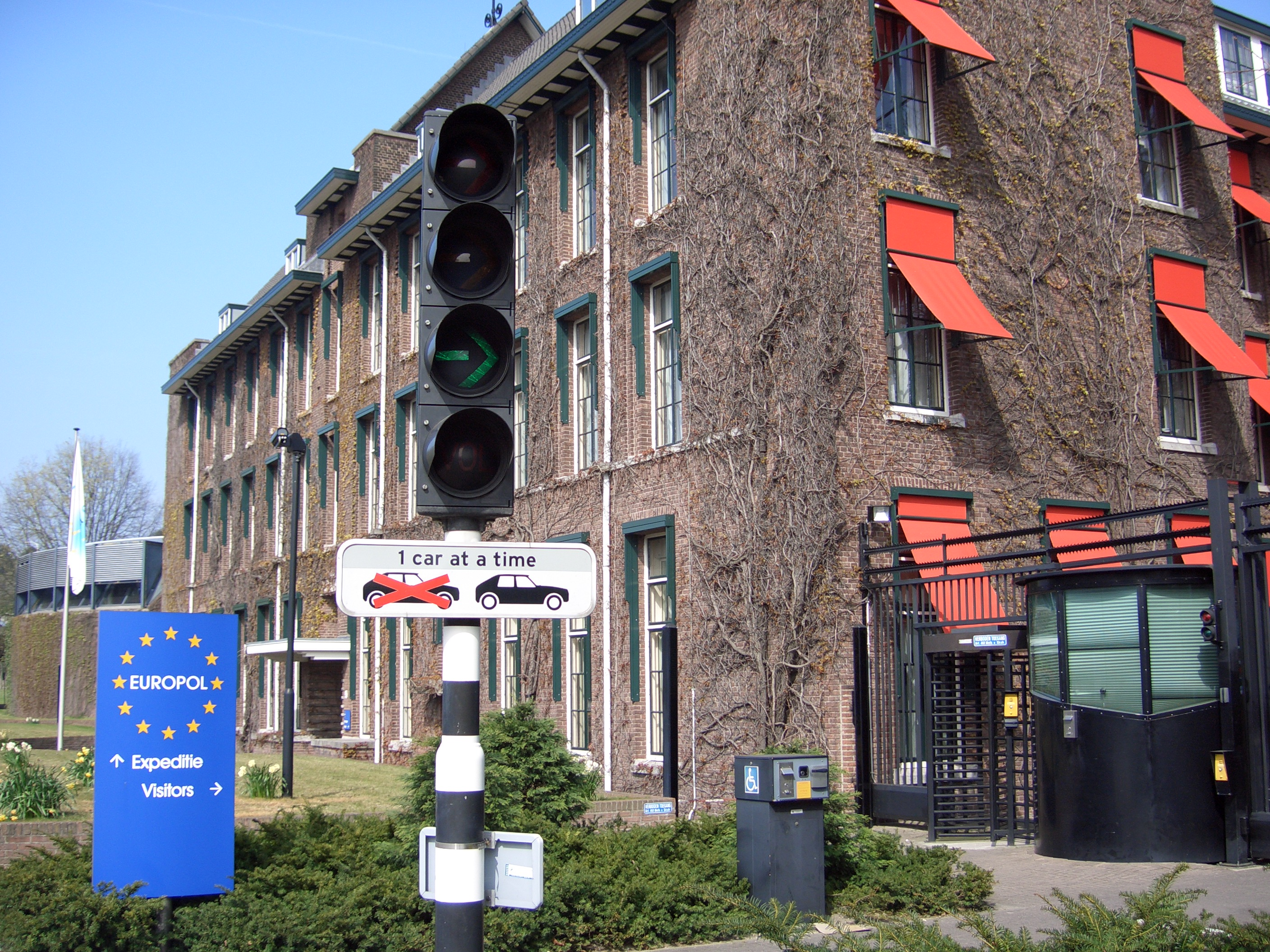
Ehemaliger EUROPOL-Hauptsitz in Den Haag

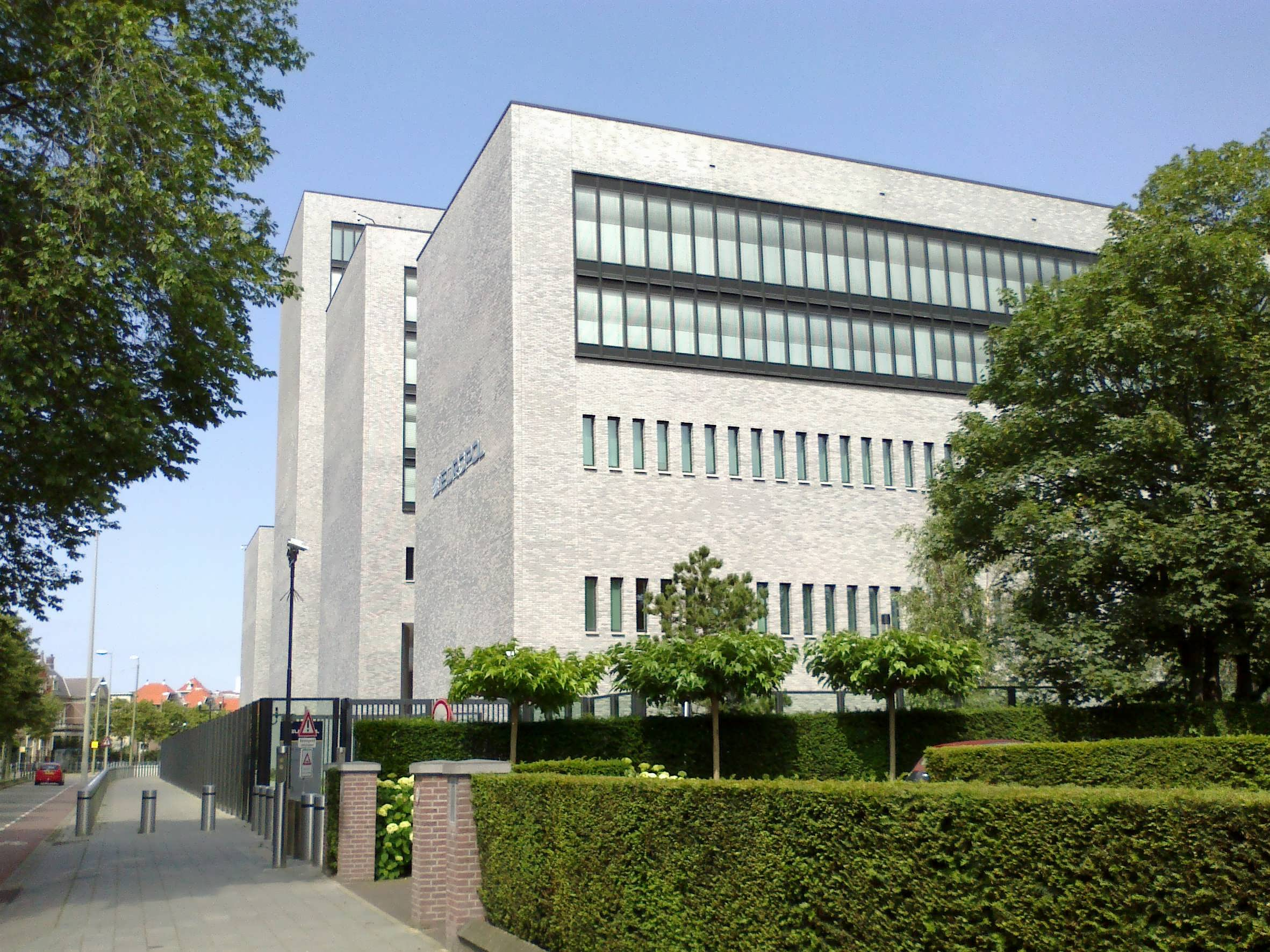
Neuer EUROPOL-Hauptsitz in Den Haag

### Erste Impulse
Erste Impulse für die Schaffung eines europäischen Polizeiamtes gibt es in den 1970er Jahren, ausschlaggebend dafür waren die Kritikpunkte an der Interpol und die hauptsächliche Nutzung durch europäische Mitglieder, worauf es zur Gründung der TREVI-Gruppe durch die Innen-/Justizminister der EG-Staaten kam. Dies war der Beginn der „Zusammenarbeit im Rahmen der inneren Sicherheit und damit auch für die polizeiliche Kooperation“. Die Zusammenarbeit erfolgte aber nicht innerhalb der Europäischen Gemeinschaften, sondern nur zwischen den einzelnen Regierungen.

### Neue Impulse
Die geplante Abschaffung der Binnengrenzkontrollen während der Erarbeitung des Schengener Abkommens gilt als entscheidender Impuls für die Wiederaufnahme der Bestrebungen. Es stellt sich allerdings die Frage, ob es sich hierbei nicht eher um ein politisches Argument, als um eine Tatsache handelt. Der Jurist Kühne führt an, dass es für Deutschland schon vor Schengen kaum wirksame Grenzkontrollen mehr gab.
Deshalb ist es verwunderlich, dass gerade Deutschland 1991 im Europäischen Rat den Vorschlag einbrachte, eine Europäische Kriminalpolizeiliche Zentralstelle zu errichten. 1991 wurde im Vertrag von Maastricht die Schaffung eines europäischen Polizeiamts festgeschrieben, das aber erst 1999 voll arbeitsfähig war. Um den Zeitraum bis zur Erarbeitung und Ratifikation des Europol-Übereinkommens zu nutzen, wurde 1994 die Europol Drugs Unit (EDU) eingerichtet. Diese sollte Rauschgiftkriminalität und die damit verbundenen Geldwäsche bekämpfen, 1995 erfolgte die Ausdehnung der Kriminalitätsbereiche.

### Entstehung des Europol-Übereinkommens und die ersten Jahre
Unter den Mitgliedstaaten bestand Einigkeit darüber, dass als rechtliche Grundlage für Europol nur ein völkerrechtlich bindender Vertrag (Konvention) in Frage kommen könne. Im Juli 1994 wurde von Deutschland ein Übereinkommensentwurf vorgelegt, der als Basis für Verhandlungen diente. Etwa ein Jahr darauf wurde das Übereinkommen von den EU-Mitgliedstaaten unterzeichnet.
Das Bestehen aller Mitgliedstaaten auf der Anerkennung des Europäischen Gerichtshofs als letzte Instanz für die Auslegung des Europol-Übereinkommens, und die Weigerung Großbritanniens, dies zu akzeptieren, führten zu einer beinahe einjährigen Verspätung im Erarbeitungsprozess. Denn „[e]ine Lösung dieses Problems war […] für die meisten Mitgliedstaaten wie auch für das Europäische Parlament unabdingbare Voraussetzung, um die Konvention ratifizieren zu können“. Großbritannien wurde 1996 eine Ausstiegsklausel (Opting Out) gewährt. Dadurch konnte die Ratifikation des Übereinkommens durchgeführt werden, die 1998 abgeschlossen wurde. Am 1. Juli 1999 konnte Europol die Aktivitäten in vollem Umfang aufnehmen. Erster amtierender Direktor von Europol war der deutsche Jurist Jürgen Storbeck. 2001 kam es zur Unterzeichnung eines Kooperationsvertrags und einer gemeinsamen Initiative gegen Falschgeld mit Interpol. Mit den Vereinigten Staaten von Amerika wurde 2001 ein Kooperationsabkommen abgeschlossen, welches eine strategische und technische Kooperation vorsieht. 2002 folgt ein Abkommen auf operativer Ebene, das den Austausch personenbezogener Daten erlaubt. 2005 wurde der ehemalige BKA-Abteilungsleiter Max-Peter Ratzel neuer Direktor von Europol, der im April 2009 von Rob Wainwright abgelöst wurde.

### Europol-Beschluss
Nachdem Änderungen am Europol-Übereinkommen nur durch Zusatzprotokolle möglich waren, die jeweils von den Mitgliedstaaten ratifiziert werden mussten, hat der Rat der Europäischen Union am 6. April 2009 mit einem Beschluss eine neue Rechtsgrundlage für Europol geschaffen, die mit 1. Januar 2010 das Europol-Übereinkommen abgelöst hat. Der Beschluss wurde noch im Bereich der polizeilichen und justiziellen Zusammenarbeit in Strafsachen (sogenannte dritte Säule) gefasst. Mit dem Vertrag von Lissabon wurde die Säulenstruktur aufgelöst, es gab aber Übergangsbestimmungen, die erst fünf Jahre nach dem Inkrafttreten dieses Vertrages ihre Geltung verloren. Im Rahmen des Vertrags von Lissabon wurden die Aufgaben von Europol im Primärrecht, und zwar in Art. 88 AEU-Vertrag, festgeschrieben.
Unter anderem wurde Europol durch den Beschluss zu einer Agentur der Europäischen Union, die aus dem Haushaltsplan der Europäischen Union finanziert wird und besser in die Strukturen der Union eingebunden ist.

## Europol im Verhältnis zu Interpol
Die Gemeinsamkeiten von Inter- und Europol sind in der Organisation und in den Statuten erkennbar. Auch wenn keine Konkurrenz zwischen beiden Organisationen besteht, stellt Europol eine gesteigerte, wenn auch regional begrenztere Form von Interpol dar. Um die Vernetzung zwischen Europol, Interpol und dem Europäischen Amt für Betrugsbekämpfung (OLAF) zu stärken, existieren Austauschprogramme für Beschäftigte zwischen den Behörden, denn “productive cooperation of this nature requires familiarity and trust” (deutsch: „produktive Zusammenarbeit dieser Art setzt Vertrautheit und Vertrauen voraus“), wie es in einem Europol-Bericht heißt.

## Europol als „europäisches FBI“
Wenn es um die weitere Entwicklung des europäischen Polizeiamts geht, wird immer wieder der Ruf nach einem „europäischen FBI“ laut. Der Terminus geht letztlich auf eine Idee von Altbundeskanzler Helmut Kohl zurück, der bereits 1991 sowohl das deutsche Bundeskriminalamt als auch das US-amerikanische Federal Bureau of Investigation als Vorbilder anführte.
Anders als das FBI hat Europol grundsätzlich keine eigenen Exekutivbefugnisse im Sinne einer Anwendung von Zwangsmaßnahmen. Seit 2002 hat Europol aber eigene Ermittlungskompetenzen und darf bei grenzüberschreitender Dimension selbst ermitteln. Durch den wachsenden Informationsaustausch werden Rufe nach eigenen Exekutivbefugnissen lauter: Europol hat bislang zwar keine eigenen Befugnisse, kann aber aufgrund des am 28. November 2002 beschlossenen Rechtsaktes des Rates der Europäischen Union beschränkte Exekutivbefugnisse gemeinsam über grenzüberschreitende operative Maßnahmen der Mitgliedstaaten ausüben und koordinieren (Art. 88 Abs. 2 B AEUV).

„Gleichwohl entwickeln sich, wenn auch zögerlich, die operativen Befugnisse der Agentur, so ermöglicht der Rechtsakt des Rates vom 28. November 2002 die Teilnahme von Europol an Gemeinsamen Ermittlungsgruppen. Ferner ist es Europol gestattet, die Mitgliedstaaten um Einleitung strafrechtlicher Ermittlungen zu ersuchen.“

 Mit dem Vertrag von Lissabon hat Europol neue Aufgabenbereiche zugewiesen bekommen und die Vernetzung mit Eurojust und den nationalen Ermittlungsbehörden wurde verstärkt. Ferner ist es Europol seit 2000 erlaubt, mit anderen Polizeiämtern der Welt Kooperationen einzugehen. Den Verfechtern der Vision von einem „europäischen FBI“ geht es darum, das Europäische Polizeiamt über einzelstaatliche Grenzen hinweg handlungsfähiger zu machen. Das Hauptargument für die Notwendigkeit einer solchen Entwicklung wird darin gesehen, dass nach dem Wegfall der Binnengrenzen infolge des Schengener Übereinkommens Kriminelle in Europa weitgehend ungehindert agieren könnten, während die Strafverfolgungsbehörden weiterhin an den Grenzen Halt machen müssten.
Dagegen spricht nicht nur die sehr wechselhafte Geschichte der US-Bundesbehörde, sondern vor allem die divergierende staatsrechtliche Situation.
Vor diesem Hintergrund lassen sich die im Rahmen der europäischen Integration auftretenden Probleme nur in Ausnahmefällen unmittelbar durch einen Blick auf das amerikanische Rechtssystem angehen, da vielfach die Ausgangskonstellation schon im Grundsatz zu verschieden ist. Aus juristischer Sicht kann von der Verwendung des Terminus „europäisches FBI“ letztlich nur abgeraten werden.
Eine Analyse der amerikanischen Bundesbehörde ist für Perspektiven der weiteren Entwicklung von Europol dennoch interessant. Speziell unter Direktor J. Edgar Hoover, der das FBI von 1924 bis zu seinem Tod 1972 leitete, kam es zu etlichen Verfehlungen, die zum Teil in eine exzessive Überwachung von Politikern und anderen Personen des öffentlichen Lebens ausarteten. An der amerikanischen Bundespolizei lassen sich insoweit die Gefahren einer über Jahrzehnte hinweg weitgehend unkontrolliert agierenden und daher sehr mächtigen Bundesbehörde sehr anschaulich illustrieren.
Für die Situation in der Europäischen Union kann man daraus folgern, dass es den Befürwortern einer starken europäischen Polizeibehörde darum gehen muss, wirksame und transparente Kontrollmechanismen zu etablieren, um die Behörde nicht nur als Garant der Sicherheit, sondern auch als Bewahrer freiheitlicher Prinzipien glaubhaft präsentieren zu können.

## Schwerpunkte
Im Bereich der Terrorismusbekämpfung wird Europol vermutlich eine wesentliche Bedeutung erlangen, zum einen wird dies als Ziel angeführt, zum anderen ist Europol zum Teil eine offizielle Fortführung der informellen TREVI-Gruppe.
Die Schwerpunktsetzung erfolgt über EMPACT.

### Organisierte Kriminalität
Europol veröffentlicht im Rahmen von OCTA (Organised Crime Threat Assessment) einen jährlichen Bericht über die Aktivitäten organisierter Kriminalität innerhalb der EU. Für die Bedrohungen aus dem Raum Russland existiert analog dazu ROCTA.

### Terrorismus
Als Reaktion auf die steigende Nachfrage nach Reaktionen der europäischen Polizeibehörden auf die wahrgenommene Bedrohung durch Terrorismus, verfasste Europol 2008 den Te-Sat Report über die „Terrorist Situation“ in Europa. Dieser wurde sowohl in den europäischen Strafverfolgungsbehörden als auch in den einzelnen Mitgliedstaaten „wohlwollend“ aufgenommen. Seit 2007 existiert das First Response Network (FRN), ein maßgeblich durch Europol erstelltes Programm der EU zur Reaktion auf mögliche Terrorangriffe. Die Umsetzung der entworfenen Szenarien kann von einem betroffenen Staat eingefordert werden. Bisher blieb es inaktiv und dient daher als Trainingsprogramm.
Im 2011 von Europol veröffentlichten Terrorismusbericht für 2010 werden von 249 in Europa stattgefundenen Anschlägen lediglich drei als islamistisch motiviert klassifiziert.
Zur Unterstützung des Atlas-Verbundes, einer Kooperationsplattform von polizeilichen Spezialeinheiten in Europa, wurde im Oktober 2018 bei Europol ein Unterstützungsbüro eingerichtet, das die Zusammenarbeit zwischen Europol und den im Altas-Verbund vertretenen Verbänden verbessern und den Verbund unterstützen soll.

### Eingriffe in die Internetstruktur
Im Rahmen der COSPOLs Internet Related Child Abuse Material Projekt (CIRCAMP) Initiative wirkt EUROPOL bei der Implementation von Filterinfrastrukturen für das Internet im europäischen Raum mit und stellt den Mitgliedstaaten hierfür Technologien für das Blockieren von Internetinhalten durch die Internet-Service-Provider zur Verfügung. Ein von Europol entwickelter Filter ist der „The Child Sexual Abuse Anti-Distribution Filter (CSAADF)“
Parallel dazu entwickelt EUROPOL Kommunikationsmittel und Datenbanken für die strategische und taktische Polizeiarbeit, darunter die Secure Information Exchange Network Application (SIENA), mit der Behörden der Mitgliedsstaaten und dritte Parteien sicher miteinander in einem einheitlichen System kommunizieren können.

### Aufklärung von Kindesmissbrauch
In dem Projekt Stop Child Abuse bittet Europol die Bevölkerung Alltagsgegenstände aus kinderpornografischem Film- und Fotomaterial auf einer Webseite zu identifizieren. Europol verspricht sich dadurch Hinweise zu Opfer, Tatorten und Tätern.

### Bekämpfung der Migrantenschleusung
Im Februar 2016 wurde das Europäische Zentrum zur Bekämpfung der Migrantenschleusung (European Migrant Smuggling Centre – EMSC) eröffnet, um Mitgliedstaaten im Kampf gegen Schleuser zu unterstützen.

## Zielfahndung
Europol unterstützt ENFAST – ein EU-Netzwerk von Zielfahndern – mit Expertise und Infrastruktur. Unter anderem hostet Europol für ENFAST die EU-Most-Wanted-Website (#Weblinks), die die Öffentlichkeitsfahndung nach dringend gesuchten Flüchtigen unterstützt.

## Datenschutzaufsicht
Europol verarbeitet in erheblichem Umfang sensible personenbezogene Daten. Daher ist es wichtig, dass Europol bei der Verarbeitung oder Nutzung dieser Daten die Rechte der einzelnen Betroffenen berücksichtigt. Zur Wahrung dieser Rechte sieht die Verordnung (EU) 2016/794 des Europäischen Parlaments und des Rates vom 11. Mai 2016 (Europol-Verordnung) vor, dass der Europäische Datenschutzbeauftragte – die unabhängige Datenschutzbehörde der EU – seit dem 1. Mai 2017 die Rechtmäßigkeit der Verarbeitung personenbezogener Daten durch Europol überwacht. Damit nimmt der Europäische Datenschutzbeauftragte die Aufgabe wahr, die seit der Europol-Gründung im Jahre 1999 der Gemeinsamen Kontrollinstanz von Europol (GKI) / Europol Joint Supervisory Body (JSB) oblag.

## Kritik
Kritisiert wurde Europol von Bürgerrechtlern und Datenschützern wegen Führung einer Verdächtigen-Datei und der Führung von Analysis Work Files (Arbeitsdateien zu Analysezwecken), denn diese kehren das Prinzip der Unschuldsvermutung um.